# チオシアン酸銅(I)
チオシアン酸銅(I)（チオシアンさんどう いち、英: copper(I) thiocyanate）はチオシアン酸の銅(I)塩で、化学式CuSCNで表される化合物。

## 合成
実験室レベルで合成するには、二酸化硫黄の存在下でチオシアン酸アンモニウムまたはチオシアン酸カリウムの水溶液に、硫酸銅(II)など水溶性の銅イオンを加えるだけでよい。